# مهدي عطوشي
مهدي عطوشي، (مواليد 27 فبراير 1995، الدار البيضاء)، هُو لاعب كرة قدم مغربي يلعب حاليا كمُدافع في نادي أولمبيك آسفي.

## مسيرته
مهدي العطوشي من مواليد الدار البيضاء والتحق بمركز تدريب الرجاء البيضاوي. بدأ مسيرته الاحترافية في عام 2014. بعد ظهوره ثلاث مرات فقط مع نادي الرجاء الرياضي، انتقل على سبيل الإعارة لموسم واحد إلى نادي الرشاد البرنوصي.
في 7 يوليو 2017، وقع عقدًا لمُدة أربع سنوات مع أولمبيك آسفي. في 7 نوفمبر 2020، مدد عقده لمدة عامين إضافيين.

## روابط خارجية
مهدي عطوشي على موقع قاعدة بيانات كرة القدم.إي يو (الإنجليزية)